# Спиридонов В'ячеслав Федорович
В'ячеслав Федорович Спиридонов (рос. Вячеслав Фёдорович Спиридонов; нар. 25 вересня 1939, Тула, РРФСР) — радянський футболіст, нападник.

## Життєпис
Спиридонов народився 25 вересня 1939 року в Тулі, де й розпочав займатися футболом у ДЮСШ місцевого «Металурга», попередника «Арсенала». У 1957 році був переведений в першу команду, за яку провів три сезони, там його помітили представники московського «Локомотива». У другому сезоні в складі «залізничників» Спиридонов потрапив у список 33 найкращих футболістів сезону в СРСР, хоча забивав як для форварда відносно мало — по 2-3 голи за сезон, лише в останньому сезоні відзначився 8 м'ячами. У 1964 році він перейшов у СКА (Одеса) й допоміг клубу піднятися у вищу лігу, де провів з командою ще два сезони. Потім Спиридонов почергово грав за «Динамо» (Брянськ) і рідний тульський «Металург». В'ячеслав завершив кар'єру в 1970 році, граючи по черзі за «Динамо» (Вологда) і «Торпедо» (Владимир).